# Peñarrubia (Kantábria)
Peñarrubia egy község Spanyolországban, Kantábria autonóm közösségben, a községközpont Linares. Peñarrubia Lamasón, Cillorigo de Liébana, Tresviso és Peñamellera Baja községekkel határos. Lakosainak száma 314 fő (2024).

## Turizmus, látnivalók
A községközpontban áll egy 15. században gótikus stílusban épült, 14 méter magas, téglalap alaprajzú erődtorony.

## Népesség
A település népessége az elmúlt években az alábbi módon változott:
| Lakosok száma | 297  | 375  | 372  | 367  | 367  | 357  | 332  | 319  | 317  | 314  |
|               | 2001 | 2004 | 2007 | 2009 | 2012 | 2014 | 2017 | 2019 | 2022 | 2024 |